# Danh sách hoàng hậu Trung Quốc

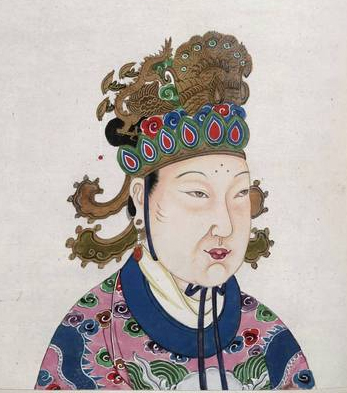
Tắc Thiên Thuận Thánh Hoàng hậu, người phụ nữ quyền lực nhất trong lịch sử Trung Quốc

Hoàng hậu (chữ Hán: 皇后) là một tước hiệu hoàng tộc thời phong kiến được tấn phong cho vợ chính (chính cung, chính thất, nguyên phối) của Hoàng đế, do Hoàng đế sắc phong. Vương hậu là tước hiệu được phong cho vợ chính (chính cung, chính thất, nguyên phối) của Quốc vương, hoặc đôi khi một số người được Hoàng đế phong Vương tước (thường là người trong Hoàng tộc hay anh em trai của Hoàng đế) thì vợ chính của họ được phong ngôi Vương phi.
Tuy nhiên, ngày nay nhiều người hay hiểu Hoàng hậu theo nghĩa là vợ chính của nhà Vua nói chung, bao gồm cả Quốc vương lẫn Hoàng đế, điều này có thể gây ra một số nhầm lẫn.
Trong lịch sử phong kiến Trung Quốc, thường chỉ có duy nhất một Hoàng hậu tại vị khi còn sống. Khi Hoàng hậu trước đã qua đời hoặc bị phế bỏ thì mới lập Hoàng hậu mới. Theo lịch sử Trung Quốc thì Hoàng hậu đầu tiên là Lữ Trĩ của nhà Hán, chính thất của Hán Cao Tổ Lưu Bang. Vị Hoàng hậu cuối cùng là Uyển Dung của nhà Thanh, chính thất của Tuyên Thống Đế Phổ Nghi.

## Nhà Hán

### Tây Hán
| Hoàng đế                   | Hoàng hậu                        | Tên thật                    | Thời gian tại vị        | Ghi chú |
| -------------------------- | -------------------------------- | --------------------------- | ----------------------- | --- |
| Hán Cao Tổ Lưu Bang        | Hiếu Cao Lã Hoàng hậu            | Lã Trĩ                      | 202 – 195 TCN           | Nguyên phối và là Hoàng hậu duy nhất của Hán Cao Tổ. Bà là vị Hoàng hậu và Hoàng thái hậu đầu tiên trong lịch sử Trung Quốc. Sau trở thành nhiếp chính dưới thời Hán Huệ Đế, Hán Tiền Thiếu Đế và Hán Hậu Thiếu Đế.                   |
| Hán Cao Tổ Lưu Bang        | Cao Hoàng hậu                    | Bạc thị                     | Truy phong              | Phi tần của Hán Cao Tổ, sinh mẫu của Hán Văn Đế. Bà là vị Thái hoàng thái hậu đầu tiên trong lịch sử Trung Quốc, được Hán Quang Vũ Đế truy tặng Cao Hoàng hậu.                                                                        |
| Hán Huệ Đế Lưu Doanh       | Hiếu Huệ Trương Hoàng hậu        | Trương Yên                  | 192 – 188 TCN           | Kế thất, nhưng là Hoàng hậu duy nhất của Hán Huệ Đế, cháu ngoại Hiếu Cao Lã Hoàng hậu và là con gái của Lỗ Nguyên Công Chúa. Từng được tôn làm Hoàng thái hậu, đến thời Hán Văn Đế đổi gọi Hiếu Huệ Hoàng hậu hay Bắc cung Hoàng hậu. |
| Hán Hậu Thiếu Đế Lưu Hồng  | Lã Hoàng hậu                     | Lã thị                      | 184 – 180 TCN           | Hoàng hậu duy nhất của Hán Hậu Thiếu Đế, cháu gái Hiếu Cao Lã Hoàng hậu và là con gái của Lã Lộc. Bị các đại thần bức tử. |
| Hán Văn Đế Lưu Hằng        | Hiếu Văn Đậu Hoàng hậu           | Đậu Y Phòng                 | 179 – 157 TCN           | Kế thất, nhưng là Hoàng hậu duy nhất của Hán Văn Đế, sinh mẫu của Hán Cảnh Đế. |
| Hán Cảnh Đế Lưu Khải       | Hiếu Cảnh Bạc Hoàng hậu          | Bạc thị                     | 157 – 151 TCN           | Nguyên phối của Hán Cảnh Đế, cháu gái Cao Hoàng hậu Bạc thị. Bị Hán Cảnh Đế phế truất, trở thành Phế hoàng hậu đầu tiên trong lịch sử Trung Quốc.                                                                                     |
| Hán Cảnh Đế Lưu Khải       | Hiếu Cảnh Vương Hoàng hậu        | Vương Chí                   | 150 – 141 TCN           | Sinh mẫu của Hán Vũ Đế. |
| Hán Vũ Đế Lưu Triệt        | Hiếu Vũ Trần Hoàng hậu           | Trần A Kiều                 | 140 – 130 TCN           | Nguyên phối của Hán Vũ Đế, cháu ngoại Hiếu Văn Đậu Hoàng hậu và là con gái của Quán Đào Công chúa. Bị Hán Vũ Đế phế truất. |
| Hán Vũ Đế Lưu Triệt        | Hiếu Tư Vệ Hoàng hậu             | Vệ Tử Phu                   | 128 – 91 TCN            | Hoàng hậu tại vị lâu nhất nhà Tây Hán (38 năm), cũng Hoàng hậu đầu tiên trong lịch sử Trung Quốc có thụy hiệu riêng Tư hoàng hậu. |
| Hán Vũ Đế Lưu Triệt        | Hiếu Vũ Lý Hoàng hậu             | Lý thị                      | Truy phong              | Phi tần của Hán Vũ Đế, được Hán Chiêu Đế truy tặng Hiếu Vũ Hoàng hậu theo di ngôn của Vũ Đế. Là phi tần đầu tiên của Trung Hoa được truy phong dù không phải chính thất hay Đế mẫu.                                                   |
| Hán Vũ Đế Lưu Triệt        |                                  | Triệu thị                   | Truy phong              | Sinh mẫu của Hán Chiêu Đế,là Đế mẫu đầu tiên được truy phong. |
| Hán Chiêu Đế Lưu Phất Lăng | Hiếu Chiêu Thượng Quan Hoàng hậu | Thượng Quan thị             | 83 – 74 TCN             | Cháu ngoại của Hoắc Quang.Hoàng hậu duy nhất của Hán Chiêu Đế, là người trẻ tuổi nhất trong lịch sử Trung Hoa nắm giữ 3 danh Hoàng hậu, Hoàng thái hậu và Thái hoàng thái hậu.                                                        |
| Hán Tuyên Đế Lưu Tuân      | Cung Ai Hứa Hoàng hậu            | Hứa Bình Quân               | 74 – 71 TCN             | Nguyên phối của Hán Tuyên Đế, sinh mẫu của Hán Nguyên Đế. |
| Hán Tuyên Đế Lưu Tuân      | Hiếu Tuyên Hoắc Hoàng hậu        | Hoắc Thành Quân             | 71 – 66 TCN             | Con gái của Hoắc Quang. Bị Hán Tuyên Đế phế truất, lưu đày rồi bức tử. |
| Hán Tuyên Đế Lưu Tuân      | Hiếu Tuyên Vương Hoàng hậu       | Vương thị                   | 64 – 49 TCN             | Dưỡng mẫu của Hán Nguyên Đế. |
| Hán Nguyên Đế Lưu Thích    | Hiếu Nguyên Vương Hoàng hậu      | Vương Chính Quân            | 48 – 33 TCN             | Hoàng hậu duy nhất của Hán Nguyên Đế, sinh mẫu của Hán Thành Đế, cô ruột của Vương Mãng. Thời nhà Tân đổi gọi là Văn Mẫu Thái hoàng thái hậu.                                                                                         |
| Hán Nguyên Đế Lưu Thích    | Hiếu Nguyên Phó Hoàng Hậu        | Phó thị                     | Truy phong sau truy phế | Phi tần của Hán Nguyên Đế, được cháu nội là Hán Ai Đế truy tặng Hiếu Nguyên Hoàng hậu. Sau bị Vương Mãng truy phế làm Định Đào Cung Vương mẫu.                                                                                        |
| Hán Thành Đế Lưu Ngao      | Hiếu Thành Hứa Hoàng hậu         | Hứa thị                     | 31 – 18 TCN             | Nguyên phối của Hán Thành Đế. Bị Hán Thành Đế phế truất, giáng làm Trường Định Quý nhân. |
| Hán Thành Đế Lưu Ngao      | Hiếu Thành Triệu Hoàng hậu       | Triệu thị Biệt hiệu Phi Yến | 16 – 7 TCN              | Bị Vương Mãng bức tử và truy phế. |
| Hán Ai Đế Lưu Hân          | Hiếu Ai Phó Hoàng hậu            | Phó thị                     | 6 – 1 TCN               | Bị Vương Mãng bức tử và truy phế. |
| Hán Bình Đế Lưu Khản       | Hiếu Bình Vương Hoàng hậu        | Vương thị                   | 1 – 5                   | Hoàng hậu duy nhất của Hán Bình Đế, con gái của Vương Mãng. Bà là Hoàng hậu cuối cùng của Tây Hán, dưới thời nhà Tân bị truất làm Định An Thái hậu rồi Hoàng Hoàng Thất chủ.                                                          |

### Đông Hán
| Hoàng đế               | Hoàng hậu                  | Tên thật          | Thời gian tại vị | Ghi chú |
| ---------------------- | -------------------------- | ----------------- | ---------------- | --- |
| Hán Quang Vũ Đế Lưu Tú | Quang Vũ Quách Hoàng hậu   | Quách Thánh Thông | 24 – 41          | Kế thất, nhưng là Hoàng hậu đầu tiên của Hán Quang Vũ Đế. Là vị Phế hậu đầu tiên của thời kỳ Đông Hán.              |
| Hán Quang Vũ Đế Lưu Tú | Quang Liệt Âm Hoàng hậu    | Âm Lệ Hoa         | 41 – 64          | Nguyên phối, nhưng là Hoàng hậu thứ hai của Hán Quang Vũ Đế, là sinh mẫu của Hán Minh Đế.                           |
| Hán Minh Đế Lưu Trang  | Minh Đức Mã Hoàng hậu      | Mã thị            | 59 – 75          | Hoàng hậu duy nhất của Hán Minh Đế, đích mẫu và cũng là dưỡng mẫu của Hán Chương Đế.                                |
| Hán Chương Đế Lưu Đát  | Chương Đức Đậu Hoàng hậu   | Đậu thị           | 78 – 88          | Hoàng hậu duy nhất của Hán Chương Đế.                                                                               |
| Hán Chương Đế Lưu Đát  | Cung Hoài Lương Hoàng hậu  | Lương thị         | Truy phong       | Phi tần của Hán Chương Đế, sinh mẫu của Hán Hòa Đế.                                                                 |
| Hán Chương Đế Lưu Đát  | Kính Ẩn Tống Hoàng hậu     | Tống thị          | Truy phong       | Phi tần của Hán Chương Đế, tổ mẫu của Hán An Đế.                                                                    |
| Hán Hòa Đế Lưu Triệu   | Hiếu Hòa Âm Hoàng hậu      | Âm thị            | 96 – 102         | Cháu trong họ của Quang Liệt Âm Hoàng hậu. Là vị Phế hậu thứ hai của thời kỳ Đông Hán sau Quang Vũ Quách Hoàng hậu. |
| Hán Hòa Đế Lưu Triệu   | Hòa Hi Đặng Hoàng hậu      | Đặng Tuy          | 102 – 106        | Hoàng thái hậu nhiếp chính dưới thời Hán Thương Đế và Hán An Đế.                                                    |
| Hán An Đế Lưu Hỗ       | An Tư Diêm Hoàng hậu       | Diêm Cơ           | 108 – 125        | Hoàng hậu duy nhất của Hán An Đế. Hoàng thái hậu nhiếp chính dưới thời Hán Thiếu Đế.                                |
| Hán An Đế Lưu Hỗ       | Cung Mẫn Lý Hoàng hậu      | Lý thị            | Truy phong       | Phi tần của Hán An Đế, sinh mẫu của Hán Thuận Đế.                                                                   |
| Hán Thuận Đế Lưu Bảo   | Thuận Liệt Lương Hoàng hậu | Lương Nạp         | 131 – 144        | Hoàng hậu duy nhất của Hán Thuận Đế. Hoàng thái hậu nhiếp chính dưới thời Hán Xung Đế, Hán Chất Đế và Hán Hoàn Đế.  |
| Hán Hoàn Đế Lưu Chí    | Ý Hiến Lương Hoàng hậu     | Lương Nữ Oánh     | 147 – 159        | Nguyên phối của Hán Hoàn Đế, em gái Thuận Liệt Lương hoàng hậu. Bị Hán Hoàn Đế truy phế sau khi qua đời.            |
| Hán Hoàn Đế Lưu Chí    | Hoàn Đế Đặng Hoàng hậu     | Đặng Mãnh Nữ      | 159 – 165        | Cháu trong họ với Hòa Hi Đặng hoàng hậu. Bị Hán Hoàn Đế phế truất, giam vào lãnh cung.                              |
| Hán Hoàn Đế Lưu Chí    | Hoàn Tư Đậu Hoàng hậu      | Đậu Diệu          | 165 – 168        | |
| Hán Linh Đế Lưu Hoằng  | Hiếu Linh Tống Hoàng hậu   | Tống thị          | 171 – 178        | Bị Hán Linh Đế phế truất, giam trong ngục rồi qua đời.                                                              |
| Hán Linh Đế Lưu Hoằng  | Linh Tư Hà Hoàng hậu       | Hà thị            | 180 – 189        | Sinh mẫu của Hán Thiếu Đế. Bị Đổng Trác sát hại.                                                                    |
| Hán Linh Đế Lưu Hoằng  | Linh Hoài Vương Hoàng hậu  | Vương Vinh        | Truy phong       | Phi tần của Hán Linh Đế, sinh mẫu của Hán Hiến Đế.                                                                  |
| Hán Hiến Đế Lưu Hiệp   | Hiếu Hiến Phục Hoàng hậu   | Phục Thọ          | 195 – 214        | Bị Tào Tháo giết.                                                                                                   |
| Hán Hiến Đế Lưu Hiệp   | Hiến Mục Tào Hoàng hậu     | Tào Tiết          | 215 – 220        | Con gái của Tào Tháo. Bà là Hoàng hậu cuối cùng của Đông Hán cũng như toàn triều đại nhà Hán trong lịch sử.         |

## Nhà Tấn

### Tây Tấn
| Hoàng đế               | Hoàng hậu                 | Tên thật                | Thời gian tại vị | Ghi chú                                                                                              |
| ---------------------- | ------------------------- | ----------------------- | ---------------- | --- |
| Tấn Văn Đế Tư Mã Chiêu | Văn Minh Vương Hoàng hậu  | Vương Nguyên Cơ         | Truy phong       | Sinh mẫu của Tấn Vũ Đế.                                                                              |
| Tấn Vũ Đế Tư Mã Viêm   | Vũ Nguyên Dương Hoàng hậu | Dương Diễm tự Quỳnh Chi | 265 – 274        | Hoàng hậu chính thức đầu tiên của triều Tấn. Sinh mẫu của Tấn Huệ Đế.                                |
| Tấn Vũ Đế Tư Mã Viêm   | Vũ Điệu Dương Hoàng hậu   | Dương Chỉ tự Quý Lan    | 276 – 290        | Em họ của Vũ Nguyên hoàng hậu.                                                                       |
| Tấn Vũ Đế Tư Mã Viêm   | Vũ Hoài Vương Hoàng hậu   | Vương Viện Cơ           | Truy phong       | Sơ phong Trung Tài nhân, hạ sinh Tấn Hoài Đế Tư Mã Sí, truy tôn Vũ Hoài Thái hậu (武懷太后).         |
| Tấn Huệ Đế Tư Mã Trung | Giả Hoàng hậu             | Giả Nam Phong           | 290 – 300        | Con gái của Giả Sung.                                                                                |
| Tấn Huệ Đế Tư Mã Trung | Hiếu Huệ Dương Hoàng hậu  | Dương Hiến Dung         | 280 – 322        | Người duy nhất trong lịch sử trở thành Hoàng hậu của hai triều đại khác nhau là Tây Tấn và Hán Triệu |
| Tấn Hoài Đế Tư Mã Xí   | Lương Hoàng hậu           | Lương Lan Bích          | 307 – 311        | |

### Đông Tấn
| Hoàng đế                  | Hoàng hậu                 | Tên thật       | Thời gian tại vị | Ghi chú                                                                                   |
| ------------------------- | ------------------------- | -------------- | ---------------- | ----------------------------------------------------------------------------------------- |
| Tấn Nguyên Đế Tư Mã Duệ   | Nguyên Kính Ngu Hoàng hậu | Ngu Mạnh Mẫu   | Truy phong       | Vương phi của Tấn Nguyên Đế khi còn là Lang Nha vương.                                    |
| Tấn Minh Đế Tư Mã Thiệu   | Minh Mục Dữu Hoàng hậu    | Dữu Văn Quân   | 323 – 326        | Sinh mẫu của Tấn Thành Đế và Tấn Khang Đế                                                 |
| Tấn Thành Đế Tư Mã Diễn   | Thành Cung Đỗ Hoàng hậu   | Đỗ Lăng Dương  | 336 – 341        |                                                                                           |
| Tấn Khang Đế Tư Mã Nhạc   | Khang Hiến Chử Hoàng hậu  | Chử Toán Tử    | 342 – 344        | Sinh mẫu của Tấn Mục Đế Tư Mã Đam, từng 3 lần nắm quyền nhiếp chính                       |
| Tấn Mục Đế Tư Mã Đam      | Mục Chương Hà Hoàng hậu   | Hà Pháp Nghê   | 357 – 361        |                                                                                           |
| Tấn Ai Đế Tư Mã Phi       | Ai Tĩnh Vương Hoàng hậu   | Vương Mục Chi  | 361 – 365        |                                                                                           |
| Tấn Phế Đế Tư Mã Dịch     | Hiếu Hoàng hậu            | Dữu Đạo Liên   | 365 – 366        |                                                                                           |
| Tấn Giản Văn Đế Tư Mã Dục | Thuận Hoàng hậu           | Vương Giản Cơ  | Truy phong       | Bị phế khi còn là Vương phi do con trai phạm tội. Sau được Hiếu Vũ Đế phục ngôi truy tôn. |
| Tấn Giản Văn Đế Tư Mã Dục | Văn Hoàng hậu             | Lý Lăng Dung   | Truy phong       | Sinh mẫu của Tấn Hiếu Vũ Đế                                                               |
| Tấn Hiếu Vũ Đế Tư Mã Diệu | Hiếu Vũ Định Hoàng hậu    | Vương Pháp Tuệ | 375 – 380        | Cháu gái của Ai Tĩnh hoàng hậu.                                                           |
| Tấn Hiếu Vũ Đế Tư Mã Diệu | Đức Hoàng hậu             | Trần Quy Nữ    | Truy phong       | Sinh mẫu của Tấn An Đế và Tấn Cung Đế.                                                    |
| Tấn An Đế Tư Mã Đức Tông  | An Hi Vương Hoàng hậu     | Vương Thần Ái  | 396 – 412        | Con gái của Tân An Công chúa.                                                             |
| Tấn Cung Đế Tư Mã Đức Văn | Cung Tư Trữ Hoàng hậu     | Trữ Linh Viên  | 419 – 420        | Con gái là Hải Diêm công chúa, hoàng hậu của Lưu Tống Thiếu Đế.                           |

## Nhà Bắc Chu
| Hoàng đế                                | Phối ngẫu                  | Tên thật          | Thời gian tại vị | Ghi chú |
| --------------------------------------- | -------------------------- | ----------------- | ---------------- | --- |
| Bắc Chu Văn Đế Vũ Văn Thái (truy phong) | Văn Hoàng hậu              | Nguyên thị        | Truy phong       | Em gái của Bắc Ngụy Hiếu Vũ Đế, sinh mẫu của Bắc Chu Hiếu Mẫn Đế.                                                       |
| Bắc Chu Văn Đế Vũ Văn Thái (truy phong) | Tuyên Hoàng hậu            | Sất Nô thị        | Truy phong       | Sinh mẫu của Bắc Chu Vũ Đế Vũ Văn Ung.                                                                                  |
| Bắc Chu Hiếu Mẫn Đế Vũ Văn Giác         | Sùng Nghĩa Hoàng hậu       | Nguyên Hồ Ma      | ? – ?            | Tấn An công chúa của Tây Ngụy. Bị ép xuất gia sau khi Bắc Chu Hiếu Mẫn Đế chết, sau khi về cung được tôn làm Hoàng tẩu. |
| Bắc Chu Minh Đế Vũ Văn Dục              | Minh Kính Hoàng hậu        | Độc Cô thị        | Truy phong       | Con gái của Độc Cô Tín.                                                                                                 |
| Bắc Chu Vũ Đế Vũ Văn Ung                | Vũ Thành Hoàng hậu         | A Sử Na thị       | 568 – 582        | Công chúa của Đột Quyết.                                                                                                |
| Bắc Chu Vũ Đế Vũ Văn Ung                |                            | Lý Nga Tư         |                  | Sinh mẫu của Bắc Chu Tuyên Đế.                                                                                          |
| Bắc Chu Tuyên Đế Vũ Văn Uân             | Thiên Nguyên Đại Hoàng hậu | Dương Lệ Hoa      | 578 – 580        | Sau là Lạc Bình công chúa (con gái Tùy Văn Đế Dương Kiên).                                                              |
| Bắc Chu Tuyên Đế Vũ Văn Uân             | Thiên Đại Hoàng hậu        | Chu Mãn Nguyệt    | 578 – 580        | Hoàng hậu không chính thống, sinh mẫu của Bắc Chu Tĩnh Đế.                                                              |
| Bắc Chu Tuyên Đế Vũ Văn Uân             | Thiên Trung Đại Hoàng hậu  | Trần Nguyệt Nghi  | 579 – 580        | Hoàng hậu không chính thống.                                                                                            |
| Bắc Chu Tuyên Đế Vũ Văn Uân             | Thiên Hữu Đại Hoàng hậu    | Nguyên Lạc Thượng | 579 – 580        | Hoàng hậu không chính thống.                                                                                            |
| Bắc Chu Tuyên Đế Vũ Văn Uân             | Thiên Tả Đại Hoàng hậu     | Uất Trì Sí Phồn   | 579 – 580        | Hoàng hậu không chính thống.                                                                                            |
| Bắc Chu Tĩnh Đế Vũ Văn Diễn             |                            | Tư Mã Lệnh Cơ     | 579 – 581        | |

## Nhà Tùy
| Hoàng đế                | Phối ngẫu          | Tên thật      | Thời gian tại vị | Ghi chú                                                         |
| ----------------------- | ------------------ | ------------- | ---------------- | --------------------------------------------------------------- |
| Tùy Văn Đế Dương Kiên   | Văn Hiến Hoàng hậu | Độc Cô Già La | 581 – 602        | Con gái của Độc Cô Tín, sinh mẫu của Tùy Dạng Đế, Dương Lệ Hoa. |
| Tùy Dạng Đế Dương Quảng | Dạng Mẫn Hoàng hậu | Tiêu thị      | 605 – 618        | Con gái của Tây Lương Minh Đế, sinh mẫu của Nguyên Đức thái tử. |
| Tùy Cung Đế Dương Hựu   | Vi Hoàng hậu       | Vi thị        |                  |                                                                 |

### Tùy mạt Đường sơ
| Hoàng đế                      | Phối ngẫu     | Tên thật | Thời gian tại vị | Ghi chú |
| ----------------------------- | ------------- | -------- | ---------------- | ------- |
| Tần Đế Tiết Cử                | Cúc Hoàng hậu | Cúc thị  | 617 – 618        |         |
| Định Dương Khả Hãn Lưu Vũ Chu | Thư Hoàng hậu | Thư thị  | 617 – 620        |         |
| Hạ Vương Đậu Kiến Đức         | Tào Hoàng hậu | Tào thị  | 617 – 621        |         |

## Nhà Đường
| Hoàng đế                     | Hoàng hậu                           | Tên thật       | Thời gian tại vị | Ghi chú |
| ---------------------------- | ----------------------------------- | -------------- | ---------------- | --- |
| Đường Thế Tổ Lý Bính         | Nguyên Trinh Hoàng hậu              | Độc Cô thị     | Truy phong       | Con gái thứ tư của Độc Cô Tín, em gái Bắc Chu Minh Kính Hoàng hậu và chị gái Tùy Văn Hiến Hoàng hậu, sinh mẫu Đường Cao Tổ Lý Uyên.                                                                                    |
| Đường Cao Tổ Lý Uyên         | Thái Mục Thần Thuận Thánh Hoàng hậu | Đậu thị        | Truy phong       | Chính thất của Đường Cao Tổ, cháu ngoại của Vũ Văn Thái, sinh mẫu của Ẩn Thái tử, Đường Thái Tông,Sào Lạt Vương-ba người tạo nên sự biến Huyền Vũ Môn nổi tiếng.                                                       |
| Đường Thái Tông Lý Thế Dân   | Văn Đức Thuận Thánh Hoàng hậu       | Trưởng Tôn thị | 626–636          | Em gái của Trưởng Tôn Vô Kị. Sinh mẫu của Phế Thái tử Lý Thừa Càn và Đường Cao Tông Lý Trị. |
| Đường Cao Tông Lý Trị        | Vương Hoàng hậu                     | Vương thị      | 650–655          | Nguyên phối cũng như Hoàng hậu đầu tiên của Đường Cao Tông Lý Trị. Bị Võ Tắc Thiên xử tử. |
| Đường Cao Tông Lý Trị        | Tắc Thiên Thuận Thánh Hoàng hậu     | Võ Chiếu       | 655–683          | Từng là phi tần của Đường Thái Tông. Năm 690 lên ngôi Hoàng đế, lập ra nhà Võ Chu. Nữ hoàng duy nhất của lịch sử Trung Quốc.                                                                                           |
| Đường Trung Tông Lý Hiển     | Hoà Tư Thuận Thánh Hoàng hậu        | Triệu thị      | Truy phong       | Cháu ngoại của Đường Cao Tổ. Bị Võ Tắc Thiên phế, sau đó giam cầm và bỏ đói đến chết. |
| Đường Trung Tông Lý Hiển     | Thuận Thiên Dực Thánh Hoàng hậu     | Vi thị         | 684, 705–710     | Bị Đường Huyền Tông phế truất xử tử, sinh mẫu của Ý Đức Thái tử |
| Đường Duệ Tông Lý Đán        | Túc Minh Thuận Thánh Hoàng hậu      | Lưu thị        | 684–690          | Bị Võ Tắc Thiên xử tử |
| Đường Duệ Tông Lý Đán        | Chiêu Thành Thuận Thánh Hoàng hậu   | Đậu thị        | Truy phong       | Bị Võ Tắc Thiên xử tử, được truy phong sau khi con trai là Đường Huyền Tông lên ngôi. |
| Đường Thương Đế Lý Trọng Mậu | Lục Hoàng hậu                       | Lục thị        | 710 (17 ngày)    | |
| Đường Huyền Tông Lý Long Cơ  | Vương Hoàng hậu                     | Vương thị      | 712–724          | Nguyên phối của Đường Huyền Tông Lý Long Cơ khi ông còn là Lâm Tri vương. Bị phế và chết năm 724.Sau được truy phong lại làm Hoàng hậu dưới thời Đường Đại Tông nhưng không có thuỵ hiệu.                              |
| Đường Huyền Tông Lý Long Cơ  | Trinh Thuận Hoàng hậu               | Võ thị         | Truy phong       | Cháu gái Võ Tắc Thiên, truy phong năm 737. Phi tần đầu tiên và là một trong 2 phi tần duy nhất của triều Đường được truy phong dù không phải chính thất hay Đế mẫu. Năm 756 bị Đường Túc Tông truy phế ngôi hoàng hậu. |
| Đường Huyền Tông Lý Long Cơ  | Nguyên Hiến Hoàng hậu               | Dương thị      | Truy phong       | Sinh mẫu của Đường Túc Tông. |
| Đường Túc Tông Lý Hanh       | Chương Thành Hoàng hậu              | Trương thị     | 758–762          | Bị giáng mất thụy hiệu vào đời sau. |
| Đường Túc Tông Lý Hanh       | Chương Kính Hoàng hậu               | Ngô thị        | Truy phong       | Sinh mẫu của Đường Đại Tông |
| Đường Đại Tông Lý Dự         | Trinh Ý Hoàng hậu                   | Độc Cô thị     | Truy phong       | Một trong 2 phi tần duy nhất của triều Đường được truy phong dù không phải chính thất hay Đế mẫu. |
| Đường Đại Tông Lý Dự         | Duệ Chân Hoàng hậu                  | Thẩm thị       | Truy phong       | Sinh mẫu của Đường Đức Tông. |
| Đường Đức Tông Lý Quát       | Chiêu Đức Hoàng hậu                 | Vương thị      | 786 (3 ngày)     | Chỉ giữ ngôi Hoàng hậu được 3 ngày rồi qua đời. Sinh mẫu của Đường Thuận Tông |
| Đường Thuận Tông Lý Tụng     | Trang Hiến Hoàng hậu                | Vương thị      |                  | Sinh mẫu của Đường Hiến Tông Lý Thuần |
| Đường Hiến Tông Lý Thuần     | Ý An Hoàng hậu                      | Quách thị      | Truy phong       | Cháu nội Quách Tử Nghi, cháu ngoại Đường Đại Tông. Sinh mẫu của Đường Mục Tông. Là chính thất nhưng bà chỉ được phong làm Quý phi.                                                                                     |
| Đường Hiến Tông Lý Thuần     | Hiếu Minh Hoàng hậu                 | Trịnh thị      | Truy phong       | Sinh mẫu của Đường Tuyên Tông, là một trong hai vị Thái hoàng thái hậu duy nhất của triều Đường. |
| Đường Mục Tông Lý Hằng       | Cung Hi Hoàng hậu                   | Vương thị      | Truy phong       | Sinh mẫu của Đường Kính Tông. |
| Đường Mục Tông Lý Hằng       | Trinh Hiến Hoàng hậu                | Tiêu thị       | Truy phong       | Sinh mẫu của Đường Văn Tông. |
| Đường Mục Tông Lý Hằng       | Tuyên Ý Hoàng hậu                   | Vi thị         | Truy phong       | Sinh mẫu của Đường Vũ Tông. |
| Đường Tuyên Tông Lý Thầm     | Nguyên Chiêu Hoàng hậu              | Triều thị      | Truy phong       | Sinh mẫu của Đường Ý Tông |
| Đường Ý Tông Lý Thôi         | Huệ An Hoàng hậu                    | Vương thị      | Truy phong       | Sinh mẫu của Đường Hi Tông. |
| Đường Ý Tông Lý Thôi         | Cung Hiến Hoàng hậu                 | Vương thị      | Truy phong       | Sinh mẫu của Đường Chiêu Tông. |
| Đường Chiêu Tông Lý Diệp     | Tuyên Mục Hoàng hậu                 | Hà thị         | 898–900          | Hoàng hậu cuối cùng của nhà Đường. Sinh mẫu của Đường Ai Đế |

## Nhà Tống

### Bắc Tống
| Hoàng đế                          | Hoàng hậu                       | Tên thật       | Thời gian tại vị       | Ghi chú |
| --------------------------------- | ------------------------------- | -------------- | ---------------------- | --- |
| Tống Thái Tổ Triệu Khuông Dận     | Hiếu Huệ Hoàng hậu              | Hạ thị         | Truy phong             | Sinh mẫu của Yến Ý vương Triệu Đức Chiêu (tổ tiên trực hệ của Tống Lý Tông Triệu Dữ Cử và Tống Độ Tông Triệu Mạnh Khải) |
| Tống Thái Tổ Triệu Khuông Dận     | Hiếu Minh Hoàng hậu             | Vương thị      | 960 – tháng 12 năm 963 | Kế thất nhưng là Hoàng hậu đầu tiên của Tống Thái Tổ Triệu Khuông Dẫn. |
| Tống Thái Tổ Triệu Khuông Dận     | Hiếu Chương Hoàng hậu           | Tống thị       | tháng 2 năm 968 – 976  | Sau khi Tống Thái Tổ Triệu Khuông Dẫn băng hà xưng là Khai Bảo Hoàng hậu, sau được phong thụy là Hiếu Chương Hoàng hậu. |
| Tống Thái Tông Triệu Khuông Nghĩa | Thục Đức Hoàng hậu              | Doãn thị       | Truy phong             | Nguyên phối của Tống Thái Tông. |
| Tống Thái Tông Triệu Khuông Nghĩa | Ý Đức Hoàng hậu                 | Phù thị        | Truy phong             | Kế thất của Tống Thái Tông khi ông còn là Tấn vương. |
| Tống Thái Tông Triệu Khuông Nghĩa | Minh Đức Hoàng hậu              | Lý thị         | 984 – 997              | Chính thất thứ ba nhưng là Hoàng hậu duy nhất của Tống Thái Tông. |
| Tống Thái Tông Triệu Khuông Nghĩa | Nguyên Đức Hoàng hậu            | Lý thị         | Truy phong             | Sinh mẫu của Tống Chân Tông |
| Tống Chân Tông Triệu Hằng         | Chương Hoài Hoàng hậu           | Phan thị       | Truy phong             | Nguyên phối của Tống Chân Tông khi ông chưa đăng cơ. |
| Tống Chân Tông Triệu Hằng         | Chương Mục Hoàng hậu            | Quách thị      | 997 – 1007             | |
| Tống Chân Tông Triệu Hằng         | Chương Hiến Minh Túc Hoàng hậu  | Lưu Nga        | 1012 – 1022            | Dưỡng mẫu của Tống Nhân Tông, từng nắm quyền nhiếp chính |
| Tống Chân Tông Triệu Hằng         | Chương Ý Hoàng hậu              | Lý thị         | Truy phong             | Sinh mẫu của Tống Nhân Tông. |
| Tống Chân Tông Triệu Hằng         | Chương Huệ Hoàng hậu            | Dương thị      | Truy phong             | Cùng Chương Hiến Hoàng hậu nuôi dưỡng Tống Nhân Tông. Phi tần đầu tiên của triều Tống được truy phong dù không phải chính thất hay đế mẫu. Một trong 2 phi tần duy nhất của Trung Hoa chưa từng làm Hoàng hậu và chỉ là dưỡng mẫu tân đế nhưng vẫn được tôn Hoàng thái hậu. |
| Tống Nhân Tông Triệu Trinh        | Quách Hoàng hậu                 | Quách thị      | 1024 – 23/12/1032      | Từng bị phế truất, sau khi mất đc Tống Nhân Tông truy tặng lại ngôi vị Hoàng hậu, nhưng không có thụy hiệu. |
| Tống Nhân Tông Triệu Trinh        | Từ Thánh Quang Hiến Hoàng hậu   | Tào thị        | 1034 – 1063            | Từng nắm quyền nhiếp chính |
| Tống Nhân Tông Triệu Trinh        | Trương Hoàng hậu                | Trương thị     | Truy phong             | Ban đầu Nhân Tông muốn lập bà làm hậu, song bị ép lập Quách thị. Sau khi Quách hoàng hậu bị phế, bà được Nhân Tông truy phong Hoàng hậu nhưng không có thụy hiệu. Một trong 5 phi tần duy nhất của triều Tống được truy phong dù không phải chính thất hay Đế mẫu.          |
| Tống Nhân Tông Triệu Trinh        | Ôn Thành Hoàng hậu              | Trương thị     | Truy phong             | Một trong 5 phi tần duy nhất của triều Tống được truy phong dù không phải chính thất hay Đế mẫu, nhưng là phi tần nhà Tống đầu tiên được an táng bằng lễ nghi Hoàng hậu dù đương kim Hoàng hậu còn sống.                                                                    |
| Tống Anh Tông Triệu Thự           | Tuyên Nhân Thánh Liệt Hoàng hậu | Cao Thao Thao  | 1065 – 1067            | Sinh mẫu của Tống Thần Tông. |
| Tống Thần Tông Triệu Húc          | Khâm Thánh Hiến Túc Hoàng hậu   | Hướng thị      | 1068 – 1085            | |
| Tống Thần Tông Triệu Húc          | Khâm Thành Hoàng hậu            | Chu thị        | Truy phong             | Sinh mẫu của Tống Triết Tông. |
| Tống Thần Tông Triệu Húc          | Khâm Từ Hoàng hậu               | Trần thị       | Truy phong             | Sau khi Tống Thần Tông Triệu Húc băng hà vì quá đau buồn mà sinh bệnh qua đời. Là sinh mẫu của Tống Huy Tông Triệu Cát. |
| Tống Triết Tông Triệu Hú          | Chiêu Từ Thánh Hiến Hoàng hậu   | Mạnh thị       | 1092 – 1096            | Hai lần bị phế truất rồi lại phục vị. |
| Tống Triết Tông Triệu Hú          | Chiêu Hoài Hoàng hậu            | Lưu Thanh Tinh | 1099 – 1100            | |
| Tống Huy Tông Triệu Cát           | Hiển Cung Hoàng hậu             | Vương thị      | 1100 – 1108            | Sinh mẫu của Tống Khâm Tông. |
| Tống Huy Tông Triệu Cát           | Hiển Túc Hoàng hậu              | Trịnh thị      | 1111 – 1126            | |
| Tống Huy Tông Triệu Cát           | Minh Đạt Hoàng hậu              | Lưu thị        | Truy phong             | Một trong 5 phi tần duy nhất của triều Tống được truy phong dù không phải chính thất hay Đế mẫu, và là một trong 3 phi tần nhà Tống duy nhất được an táng bằng lễ nghi Hoàng hậu dù đương kim Hoàng hậu còn sống.                                                           |
| Tống Huy Tông Triệu Cát           | Minh Tiết Hoàng hậu             | Lưu thị        | Truy phong             | Một trong 5 phi tần duy nhất của triều Tống được truy phong dù không phải chính thất hay Đế mẫu, và là một trong 3 phi tần nhà Tống duy nhất được an táng bằng lễ nghi Hoàng hậu dù đương kim Hoàng hậu còn sống.                                                           |
| Tống Huy Tông Triệu Cát           | Hiển Nhân Hoàng hậu             | Vi thị         | Truy phong             | Sinh mẫu của Tống Cao Tông. |
| Tống Khâm Tông Triệu Hoàn         | Nhân Hoài Hoàng hậu             | Chu thị        | 1126 – 1127            | |

### Nam Tống
| Hoàng đế                     | Phối ngẫu                      | Tên thật        | Thời gian tại vị | Ghi chú                                                                |
| ---------------------------- | ------------------------------ | --------------- | ---------------- | ---------------------------------------------------------------------- |
| Tống Cao Tông Triệu Cấu      | Hiến Tiết Hoàng hậu            | Hình Bỉnh Ý     | 1127 – 1139      |                                                                        |
| Tống Cao Tông Triệu Cấu      | Hiến Thánh Từ Liệt Hoàng hậu   | Ngô Thược Phân  | 1143 – 1162      |                                                                        |
| Tống Hiếu Tông Triệu Thận    | Thành Mục Hoàng hậu            | Quách thị       | Truy phong       | Sinh mẫu của Tống Quang Tông                                           |
| Tống Hiếu Tông Triệu Thận    | Thành Cung Hoàng hậu           | Hạ thị          | 1162 – 1167      |                                                                        |
| Tống Hiếu Tông Triệu Thận    | Thành Túc Hoàng hậu            | Tạ Tô Phương    | 1167 – 1189      | Hoàng hậu thứ hai của Tống Hiếu Tông Triệu Thận.                       |
| Tống Quang Tông Triệu Đôn    | Từ Ý Hoàng hậu                 | Lý Phượng Nương | 1189 – 1194      | Sinh mẫu của Tống Ninh Tông.                                           |
| Tống Ninh Tông Triệu Khoáng  | Cung Thục Hoàng hậu            | Hàn thị         | 1194 – 1200      |                                                                        |
| Tống Ninh Tông Triệu Khoáng  | Cung Thánh Nhân Liệt Hoàng hậu | Dương thị       | 1200 – 1224      | Từng nắm quyền nhiếp chính                                             |
| Tống Lý Tông Triệu Quân      | Thọ Xuân Quận phu nhân         | Tạ Đạo Thanh    | 1227 – 1264      | Từng nắm quyền nhiếp chính với vai trò Thái hậu và Thái hoàng thái hậu |
| Tống Độ Tông Triệu Mạnh Khải | Toàn Hoàng hậu                 | Toàn thị        | 1267 – 1274      | Hoàng hậu cuối cùng của nhà Tống. Sinh mẫu của Tống Cung Đế.           |

## Nhà Nguyên
| Hoàng đế                                   | Hiệu                             | Tên thật                                                      | Thời gian tại vị | Ghi chú                                                                                            |
| ------------------------------------------ | -------------------------------- | ------------------------------------------------------------- | ---------------- | -------------------------------------------------------------------------------------------------- |
| Nguyên Thái Tổ Thiết Mộc Chân              | Quang Hiến Dực Thánh hoàng hậu   | Hoằng Cát Lạt Bột Nhi Thiếp                                   | Truy phong       | |
| Nguyên Thái Tổ Thiết Mộc Chân              | Hoàng hậu                        | Hốt Lỗ Luân                                                   |                  | |
| Nguyên Thái Tổ Thiết Mộc Chân              | Hoàng hậu                        | Khoát Lý Kiệt Đam                                             |                  | |
| Nguyên Thái Tổ Thiết Mộc Chân              | Hoàng hậu                        | Thoát Hốt Tư                                                  |                  | |
| Nguyên Thái Tổ Thiết Mộc Chân              | Hoàng hậu                        | Thiếp Mộc Luân                                                |                  | |
| Nguyên Thái Tổ Thiết Mộc Chân              | Hoàng hậu                        | Diệc Liên Chân Bát Lạt                                        |                  | |
| Nguyên Thái Tổ Thiết Mộc Chân              | Hoàng hậu                        | Bất Nhan Hốt Ngốc                                             |                  | |
| Nguyên Thái Tổ Thiết Mộc Chân              | Hoàng hậu                        | Miệt Nhi Khất Hốt Lan                                         |                  | |
| Nguyên Thái Tổ Thiết Mộc Chân              | Hoàng hậu                        | Cổ Nhi Biệt Tốc                                               |                  | |
| Nguyên Thái Tổ Thiết Mộc Chân              | Hoàng hậu                        | Thoát Hốt Tư                                                  |                  | |
| Nguyên Thái Tổ Thiết Mộc Chân              | Hoàng hậu                        | Tháp Tháp Nhi Dã Toại                                         |                  | Cùng Dã Tốc Can là hai chị em người Tatar.                                                         |
| Nguyên Thái Tổ Thiết Mộc Chân              | Hoàng hậu                        | Tháp Tháp Nhi Dã Tốc Can                                      |                  | |
| Nguyên Thái Tổ Thiết Mộc Chân              | Hoàng hậu                        | Hốt Lỗ Ha Lạt                                                 |                  | |
| Nguyên Thái Tổ Thiết Mộc Chân              | Hoàng hậu                        | A Thất Lôn                                                    |                  | |
| Nguyên Thái Tổ Thiết Mộc Chân              | Hoàng hậu                        | Ngốc Nhi Ha Lạt                                               |                  | |
| Nguyên Thái Tổ Thiết Mộc Chân              | Hoàng hậu                        | Lý Sát Hợp                                                    |                  | Con gái của Tây Hạ Tương Tông.                                                                     |
| Nguyên Thái Tổ Thiết Mộc Chân              | Hoàng hậu                        | A Tích Mê Thất                                                |                  | |
| Nguyên Thái Tổ Thiết Mộc Chân              | Hoàng hậu                        | Hoàn Giả Hốt Đô                                               |                  | |
| Nguyên Thái Tổ Thiết Mộc Chân              | Kì Quốc công chúa                | Hoàn Nhan thị                                                 |                  | Con gái thứ tư của Vệ Thiệu vương Hoàn Nhan Doãn Tế của nước Kim.                                  |
| Nguyên Thái Tổ Thiết Mộc Chân              | Hoàng hậu                        | Yến Lý                                                        |                  | |
| Nguyên Thái Tổ Thiết Mộc Chân              | Hoàng hậu                        | Tốc Lặc Tốn Đô Hợp Đáp An                                     |                  | |
| Nguyên Thái Tông Oa Khoát Đài              | Hoàng hậu                        | Bột Lạt Hợp Chân thị                                          |                  | |
| Nguyên Thái Tông Oa Khoát Đài              | Hoàng hậu                        | Ngang Hôi thị                                                 |                  | |
| Nguyên Thái Tông Oa Khoát Đài              | Hoàng hậu                        | Hốt Thiếp Ni thị                                              |                  | |
| Nguyên Thái Tông Oa Khoát Đài              | Hoàng hậu                        |                                                               |                  | |
| Nguyên Thái Tông Oa Khoát Đài              | Hoàng hậu                        |                                                               |                  | |
| Nguyên Thái Tông Oa Khoát Đài              | Chiêu Từ hoàng hậu               | Nãi Mã Chân Thoát Liệt Ca Na                                  | Truy phong       | |
| Nguyên Định Tông Quý Do                    | Hoàng hậu                        |                                                               |                  | |
| Nguyên Định Tông Quý Do                    | Hoàng hậu                        |                                                               |                  | |
| Nguyên Định Tông Quý Do                    | Khâm Thục Hoàng hậu              | Oát Ngột Lập Hải Mê Thất                                      | Truy phong       | Bị Nguyên Hiến Tông xử tử, sau lại được truy phong.                                                |
| Nguyên Hiến Tông Mông Kha                  | Trinh Tiết hoàng hậu             | Hoằng Cát Lạt Hốt Đô Đài                                      | 1251 – 1256      | |
| Nguyên Hiến Tông Mông Kha                  | Hoàng hậu                        | Hoằng Cát Lạt Dã Tốc Nhi                                      | 1251 – 1256      | Em gái của Trinh Tiết hoàng hậu.                                                                   |
| Nguyên Thế Tổ Hốt Tất Liệt                 | Đại hoàng hậu                    | Hoằng Cát Lạt Thiếp Cổ Luân                                   |                  | Nguyên phối của Hốt Tất Liệt.                                                                      |
| Nguyên Thế Tổ Hốt Tất Liệt                 | Chiêu Duệ Thuận Thánh hoàng hậu  | Hoằng Cát Lạt Sát Tất                                         | 1260 – 1281      | Kế thất, nhưng là Hoàng hậu đầu tiên của triều Nguyên nhận sách bảo. Tổ mẫu của Nguyên Thành Tông. |
| Nguyên Thế Tổ Hốt Tất Liệt                 | Hoàng hậu                        | Hoằng Cát Lạt Nam Tất                                         | 1283 – 1294      | Em họ hoặc cháu gái của Sát Tất hoàng hậu.                                                         |
| Nguyên Thế Tổ Hốt Tất Liệt                 | Hoàng hậu                        | Tháp Lạt Hải                                                  |                  | |
| Nguyên Thế Tổ Hốt Tất Liệt                 | Hoàng hậu                        | Nô Hãn                                                        |                  | |
| Nguyên Thế Tổ Hốt Tất Liệt                 | Hoàng hậu                        | Bá Yếu Ngột Chân                                              |                  | |
| Nguyên Thế Tổ Hốt Tất Liệt                 | Hoàng hậu                        | Khoát Khoát Luân                                              |                  | |
| Nguyên Thế Tổ Hốt Tất Liệt                 | Hoàng hậu                        | Tốc Ca Đáp Tư                                                 |                  | |
| Nguyên Thành Tông Thiết Mộc Nhĩ            | Trinh Từ Tĩnh Ý Hoàng hậu        | Hoằng Cát Lạt Thất Liên Đáp Lý                                | Truy phong       | Nguyên phối của Nguyên Thành Tông.                                                                 |
| Nguyên Thành Tông Thiết Mộc Nhĩ            | Hoàng hậu                        | Bá Nhạc Ngô Bốc Lỗ Hãn                                        | 1295 – 1307      | Bị Nguyên Vũ Tông ra lệnh bắt tự tận vì can thiệp triều chính                                      |
| Nguyên Thành Tông Thiết Mộc Nhĩ            | Hoàng hậu                        | Khất Nhi Cát Tư Hốt Thiếp Ni                                  |                  | |
| Nguyên Vũ Tông Hải Sơn                     | Tuyên Từ Huệ Thánh hoàng hậu     | Hoằng Cát Lạt Chân Ca                                         | 1310 – 1311      | |
| Nguyên Vũ Tông Hải Sơn                     | Hoàng hậu                        | Hoằng Cát Lạt Tốc Ca Thất Lý                                  |                  | Em họ của Chân Ca Hoàng hậu.                                                                       |
| Nguyên Vũ Tông Hải Sơn                     | Hoàng hậu                        | Hoàn Giả Đãi                                                  |                  | Không rõ họ                                                                                        |
| Nguyên Vũ Tông Hải Sơn                     | Hoàng hậu                        | Khiếp Liệt Bá Hốt Địch                                        |                  | |
| Nguyên Vũ Tông Hải Sơn                     | Nhân Hiến Chương Thánh Hoàng hậu | Diệc Khất Liệt thị                                            | Truy phong       | Sinh mẫu của Nguyên Minh Tông                                                                      |
| Nguyên Vũ Tông Hải Sơn                     | Văn Hiến Chiêu Thánh Hoàng hậu   | Đường Ngột thị                                                | Truy phong       | Sinh mẫu của Nguyên Văn Tông                                                                       |
| Nguyên Nhân Tông Ái Dục Lê Bạt Lực Bát Đạt | Trang Ý Từ Thánh hoàng hậu       | Hoằng Cát Lạt A Nạp Thất Thất Lý                              | 1313 – 1320      | |
| Nguyên Nhân Tông Ái Dục Lê Bạt Lực Bát Đạt | Hoàng hậu                        | Đáp Lý Ma Thất Lý                                             |                  | |
| Nguyên Anh Tông Thạc Đức Bát Lạt           | Trang Tĩnh Ý Thánh hoàng hậu     | Diệc Khải Liệt Tốc Ca Bát Lạt                                 | 1321 – 1323      | |
| Nguyên Anh Tông Thạc Đức Bát Lạt           | Hoàng hậu                        | Nha Bát Hốt Đô Lỗ                                             |                  | |
| Nguyên Anh Tông Thạc Đức Bát Lạt           | Hoàng hậu                        | Đóa Nhi Chỉ Ban                                               |                  | |
| Nguyên Thái Định Đế Dã Tôn Thiết Mộc Nhi   | Hoàng hậu                        | Hoằng Cát Lạt Bát Bất Hãn                                     | 1324 – 1328      | |
| Nguyên Thái Định Đế Dã Tôn Thiết Mộc Nhi   | Hoàng hậu                        | Diệc Liên Chân Bát Lạt                                        |                  | |
| Nguyên Thái Định Đế Dã Tôn Thiết Mộc Nhi   | Hoàng hậu                        | Hốt Lạt                                                       |                  | |
| Nguyên Thái Định Đế Dã Tôn Thiết Mộc Nhi   | Hoàng hậu                        | Dã Tốc                                                        |                  | |
| Nguyên Thái Định Đế Dã Tôn Thiết Mộc Nhi   | Hoàng hậu                        | Tát Đáp Bát Lạt                                               |                  | |
| Nguyên Thái Định Đế Dã Tôn Thiết Mộc Nhi   | Hoàng hậu                        | Bốc Nhan Khiếp Lý Mê Thất                                     |                  | |
| Nguyên Thái Định Đế Dã Tôn Thiết Mộc Nhi   | Hoàng hậu                        | Thất Liệt Thiếp Mộc Nhi                                       |                  | |
| Nguyên Thái Định Đế Dã Tôn Thiết Mộc Nhi   | Hoàng hậu                        | Thiết Nhĩ                                                     |                  | |
| Nguyên Thái Định Đế Dã Tôn Thiết Mộc Nhi   | Hoàng hậu                        | Tất Hãn                                                       |                  | |
| Nguyên Thái Định Đế Dã Tôn Thiết Mộc Nhi   | Hoàng hậu                        | Tốc Ca Đáp Lý                                                 |                  | |
| Nguyên Văn Tông Đồ Thiếp Mục Nhi           | Hoàng hậu                        | Hoằng Cát lạt Bốc Đáp Thất Lý                                 | 1328 – 1332      | |
| Nguyên Minh Tông Hòa Thế Lạt               | Trinh Dụ Huy Thánh hoàng hậu     | Hãn Lộc Lỗ Mại Lai Địch                                       | Truy phong       | Sinh mẫu của Nguyên Huệ Tông.                                                                      |
| Nguyên Minh Tông Hòa Thế Lạt               | Hoàng hậu                        | Nãi Mã Chân Bát Bất Sa                                        | 1329             | Bị Nguyên Văn Tông lưu đày rồi ép tự vẫn.                                                          |
| Nguyên Minh Tông Hòa Thế Lạt               | Hoàng hậu                        | Án Xuất Hãn                                                   |                  | |
| Nguyên Minh Tông Hòa Thế Lạt               | Hoàng hậu                        | Nguyệt Lỗ Sa                                                  |                  | |
| Nguyên Minh Tông Hòa Thế Lạt               | Hoàng hậu                        | Bất Nhan Hốt Lỗ Đô                                            |                  | |
| Nguyên Minh Tông Hòa Thế Lạt               | Hoàng hậu                        | Dã Tô                                                         |                  | |
| Nguyên Minh Tông Hòa Thế Lạt               | Hoàng hậu                        | Thoát Hốt Tư                                                  |                  | |
| Nguyên Ninh Tông Ý Chất Ban                | Hoàng hậu                        | Hoằng Cát Lạt Đáp Lý Dã Thắc Mê Thất (Onggirat Daliyetemishi) | 1332             | |
| Nguyên Huệ Tông Thỏa Hoan Thiết Mục Nhĩ    | Hoàng hậu                        | Bá Nhạc Ngô Đáp Nạp Thất Lý (Baya'ud Danashri)                | 1333 –1335       | Bị phế truất và xử tử vì liên quan đến vụ mưu phản của anh trai                                    |
| Nguyên Huệ Tông Thỏa Hoan Thiết Mục Nhĩ    | Hoàng hậu                        | Hoằng Cát Lạt Bá Nhan Hốt Đô (Onggirat Bayan Khutugh)         | 1337 – 1365      | |
| Nguyên Huệ Tông Thỏa Hoan Thiết Mục Nhĩ    | Phổ Hiển Thục Thánh Hoàng hậu    | Túc Lương Hợp Hoàn Giả Hốt Đô                                 | 1365–1368        | Người Cao Ly, họ Kỳ. Đại Hoàng hậu cuối cùng của nhà Nguyên.                                       |
| Nguyên Huệ Tông Thỏa Hoan Thiết Mục Nhĩ    | Hoàng hậu                        | Hoằng Cát Lạt Mộc Nạp Thất Lý                                 |                  | Phong Tam Hoàng hậu (không phải chính hậu như 3 vị trên)                                           |

## Nhà Minh
| Hoàng đế                       | Hoàng hậu                    | Tên họ          | Thời gian tại vị | Ghi chú |
| ------------------------------ | ---------------------------- | --------------- | ---------------- | --- |
| Minh Thái Tổ Chu Nguyên Chương | Hiếu Từ Cao Hoàng hậu        | Mã Tú Anh       | 1368 – 1382      | Hoàng hậu đầu tiên của triều đại nhà Minh. |
| Minh Huệ Tông Chu Doãn Văn     | Hiếu Mẫn Nhượng Hoàng hậu    | Mã Ân Tuệ       | 1399 – 1402      | Tự thiêu và chết trong cung khi Chu Đệ đánh Nam Kinh. |
| Minh Thành Tổ Chu Đệ           | Nhân Hiếu Văn Hoàng hậu      | Từ thị          | 1402 – 1407      | Sinh mẫu của Minh Nhân Tông. |
| Minh Nhân Tông Chu Cao Sí      | Thành Hiếu Chiêu Hoàng hậu   | Trương thị      | 1424 – 1442      | Sinh mẫu của Minh Tuyên Tông, là Hoàng thái hậu và Thái hoàng thái hậu đầu tiên tại vị của nhà Minh, từng nắm quyền nhiếp chính.                                                               |
| Minh Tuyên Tông Chu Chiêm Cơ   | Cung Nhượng Chương Hoàng hậu | Hồ Thiện Tường  | 1426 – 1428      | Từng bị phế truất, nhưng về sau được Minh Anh Tông truy phong. |
| Minh Tuyên Tông Chu Chiêm Cơ   | Hiếu Cung Chương Hoàng hậu   | Tôn thị         | 1426 – 1462      | Sinh mẫu của Minh Anh Tông. |
| Minh Tuyên Tông Chu Chiêm Cơ   | Hiếu Dực Chương Hoàng hậu    | Ngô thị         | Truy phong       | Sinh mẫu của Minh Đại Tông, được triều Nam Minh truy phong. |
| Minh Anh Tông Chu Kì Trấn      | Hiếu Trang Duệ Hoàng hậu     | Tiền thị        | 1442 – 1468      | Hoàng hậu đầu tiên và tại vị duy nhất của Minh Anh Tông. |
| Minh Anh Tông Chu Kì Trấn      | Hiếu Túc hoàng hậu           | Chu thị         | Truy phong       | Sinh mẫu của Minh Hiến Tông. |
| Minh Đại Tông Chu Kì Ngọc      | Hiếu Uyên Cảnh Hoàng hậu     | Uông thị        | 1449 – 1452      | Từng bị phế truất, sau được Minh Vũ Tông truy phong thuỵ hiệu. |
| Minh Đại Tông Chu Kì Ngọc      | Túc Hiếu Hoàng hậu           | Hàng thị        | 1452 – 1453      | Sinh mẫu của Hoài Hiến Thái tử Chu Kiến Tề, bị Minh Anh Tông truy phế ngôi vị, sau được triều Nam Minh khôi phục lại thuỵ hiệu.                                                                |
| Minh Hiến Tông Chu Kiến Thâm   | Ngô Hoàng hậu                | Ngô thị         | 1464 (31 ngày)   | Bà là Hoàng hậu tại vị ngắn nhất trong lịch sử triều Minh, chỉ ở ngôi 31 ngày rồi bị Minh Hiến Tông phế truất.                                                                                 |
| Minh Hiến Tông Chu Kiến Thâm   | Hiếu Trinh Thuần Hoàng hậu   | Vương thị       | 1464 – 1487      | Thái hoàng thái hậu cuối cùng của triều Minh. |
| Minh Hiến Tông Chu Kiến Thâm   | Hiếu Mục Hoàng hậu           | Kỉ thị          | Truy phong       | Sinh mẫu của Minh Hiếu Tông. |
| Minh Hiến Tông Chu Kiến Thâm   | Hiếu Huệ Hoàng hậu           | Thiệu thị       | Truy phong       | Sinh mẫu của Minh Duệ Tông. |
| Minh Hiếu Tông Chu Hựu Đường   | Hiếu Thành Kính Hoàng hậu    | Trương thị      | 1487 1505        | Hoàng hậu duy nhất trong lịch sử Trung Quốc sống theo chế độ một vợ một chồng với Hoàng đế. Sinh mẫu của Minh Vũ Tông.                                                                         |
| Minh Vũ Tông Chu Hậu Chiếu     | Hiếu Tĩnh Nghị Hoàng hậu     | Hạ thị          | 1506 – 1535      | Hoàng hậu duy nhất của Minh Vũ Tông. Do là Hoàng tẩu Hoàng hậu nên không được tôn làm Hoàng thái hậu mà được phong hiệu là Trang Túc Hoàng hậu.                                                |
| Minh Thế Tông Chu Hậu Thông    | Hiếu Khiết Túc Hoàng hậu     | Trần thị        | 1522 – 1528      | Hoàng hậu đầu tiên của Minh Thế Tông, suýt bị phế truất. |
| Minh Thế Tông Chu Hậu Thông    | Trương Hoàng hậu             | Trương thị      | 1530 – 1535      | Bị phế truất. |
| Minh Thế Tông Chu Hậu Thông    | Hiếu Liệt Hoàng hậu          | Phương thị      | 1535 – 1547      | Minh Mục Tông đã không công nhận Hiếu Liệt Hoàng hậu là hoàng hậu chính thất của cha mình nên đã cải thuỵ của bà.                                                                              |
| Minh Thế Tông Chu Hậu Thông    | Hiếu Khác Hoàng hậu          | Đỗ thị          | Truy phong       | Sinh mẫu Minh Mục Tông. |
| Minh Mục Tông Chu Tái Hậu      | Hiếu Ý Trang Hoàng hậu       | Lý thị          | Truy phong       | Nguyên phối của Minh Mục Tông khi ông còn là Dụ vương. |
| Minh Mục Tông Chu Tái Hậu      | Hiếu An Hoàng hậu            | Trần thị        | 1567–1572        | Hoàng hậu duy nhất tại vị dưới triều Minh Mục Tông. |
| Minh Mục Tông Chu Tái Hậu      | Hiếu Định Hoàng hậu          | Lý thị          | Truy phong       | Hoàng thái hậu tại vị cuối cùng theo lịch sử nhà Minh và đồng thời là vị Hoàng thái hậu người Hán cuối cùng trong lịch sử Trung Quốc. Sinh mẫu của Minh Thần Tông, từng nắm quyền nhiếp chính. |
| Minh Thần Tông Chu Dực Quân    | Hiếu Đoan Hiển Hoàng hậu     | Vương Hỉ Thư    | 1578–1620        | Hoàng hậu tại vị thời gian dài nhất trong lịch sử Trung Quốc |
| Minh Thần Tông Chu Dực Quân    | Hiếu Tĩnh Hoàng hậu          | Vương thị       | Truy phong       | Sinh mẫu của Minh Quang Tông. |
| Minh Thần Tông Chu Dực Quân    | Hiếu Ninh Hoàng hậu          | Trịnh thị       | Truy phong       | Sinh mẫu của Minh Cung Tông. |
| Minh Thần Tông Chu Dực Quân    | Hiếu Kính Hoàng hậu          | Lý thị          | Truy phong       | Sinh mẫu của Minh Lễ Tông. |
| Minh Quang Tông Chu Thường Lạc | Hiếu Nguyên Trinh Hoàng hậu  | Quách thị       | Truy phong       | Nguyên phối của Minh Quang Tông khi ông còn là Hoàng thái tử |
| Minh Quang Tông Chu Thường Lạc | Hiếu Hòa Hoàng hậu           | Vương thị       | Truy phong       | Sinh mẫu của Minh Hy Tông. |
| Minh Quang Tông Chu Thường Lạc | Hiếu Thuần Hoàng hậu         | Lưu thị         | Truy phong       | Sinh mẫu của Minh Tư Tông. |
| Minh Hy Tông Chu Do Hiệu       | Hiếu Ai Triết Hoàng hậu      | Trương Bảo Châu | 1621 – 1644      | Hoàng hậu đầu tiên của Minh Hy Tông, do là Hoàng tẩu Hoàng hậu nên không được tôn làm Hoàng thái hậu mà được phong hiệu là Ý An Hoàng hậu. Sau tự sát tuẫn quốc khi nhà Minh sụp đổ.           |
| Minh Tư Tông Chu Do Kiểm       | Hiếu Tiết Liệt Hoàng hậu     | Chu thị         | 1628 – 1644      | Hoàng hậu chính thống cuối cùng của triều đại nhà Minh |

### Nam Minh
| Hoàng đế                     | Phối ngẫu                   | Tên thật  | Thời gian tại vị | Ghi chú                          |
| ---------------------------- | --------------------------- | --------- | ---------------- | -------------------------------- |
| Minh An Tông Chu Do Tung     | Hiếu Triết Giản Hoàng hậu   | Hoàng thị | Truy phong       |                                  |
| Minh An Tông Chu Do Tung     | Hiếu Nghĩa Hoàng hậu        | Lý thị    | Truy phong       |                                  |
| Minh Thiệu Tông Chu Dật Kiện | Hiếu Nghị Tương Hoàng hậu   | Tăng thị  | 1645 – 1646      | Hoàng hậu đầu tiên nhà Nam Minh  |
| Minh Chiêu Tông Chu Do Lang  | Hiếu Cương Khuông Hoàng hậu | Vương thị | 1646 – 1661      | Hoàng hậu cuối cùng nhà Nam Minh |

## Nhà Thanh
| Hoàng đế                               | Hoàng hậu                     | Tên thật                                   | Thời gian tại vị | Ghi chú |
| -------------------------------------- | ----------------------------- | ------------------------------------------ | ---------------- | --- |
| Thanh Thái Tổ Nỗ Nhĩ Cáp Xích          | Hiếu Từ Cao Hoàng hậu         | Diệp Hách Na Lạp Mạnh Cổ Triết Triết       | Truy phong       | Đại phúc tấn thứ ba của Nỗ Nhĩ Cáp Xích, sinh mẫu của Hoàng Thái Cực. |
| Thanh Thái Tổ Nỗ Nhĩ Cáp Xích          | Hiếu Liệt Vũ Hoàng hậu        | Ô Lạt Na Lạp A Ba Hợi                      | Truy phong       | Đại phúc tấn thứ tư của Nỗ Nhĩ Cáp Xích, sinh mẫu của Nhiếp chính vương Đa Nhĩ Cổn. Được Đa Nhĩ Cổn truy phong, sau bị Thuận Trị truy phế.                                                                                                  |
| Thanh Thái Tông Hoàng Thái Cực         | Hiếu Đoan Văn Hoàng hậu       | Bác Nhĩ Tế Cát Đặc Triết Triết             | 1636–1643        | Chính thất thứ ba, nhưng là Hoàng hậu duy nhất của Hoàng Thái Cực. Là cô của Hiếu Trang Văn Hoàng hậu. |
| Thanh Thái Tông Hoàng Thái Cực         | Hiếu Trang Văn Hoàng hậu      | Bác Nhĩ Tế Cát Đặc Bố Mộc Bố Thái          | Truy phong       | Sinh mẫu của Thuận Trị Đế. |
| Thanh Thành Tông Đa Nhĩ Cổn (Truy tôn) | Kính Hiếu Nghĩa Hoàng hậu     | Bác Nhĩ Tế Cát Đặc Ba Đặc Mã               | Truy phong       | Nguyên là Đích Phúc tấn của Đa Nhĩ Cổn, sau khi Đa Nhĩ Cổn được tôn làm Nghĩa Hoàng đế thì bà cũng trở thành Nghĩa Hoàng hậu. Không lâu sau đó, Đa Nhĩ Cổn bị luận tội tước đi thụy hiệu Nghĩa Hoàng đế, bà cũng bị tước tư cách Hoàng hậu. |
| Thanh Thế Tổ Thuận Trị Đế              | Thế Tổ Phế Hoàng hậu          | Bác Nhĩ Tế Cát Đặc Ngạch Nhĩ Đức Ni Bổn Ba | 1651–1653        | Nguyên phối của Thuận Trị Đế, cháu gái Hiếu Trang Văn Hoàng hậu. Bị giáng làm Tĩnh phi, là hoàng hậu duy nhất của triều Thanh bị phế khi đang tại vị.                                                                                       |
| Thanh Thế Tổ Thuận Trị Đế              | Hiếu Huệ Chương Hoàng hậu     | Bác Nhĩ Tế Cát Đặc A Lạp Thản Kì Kì Các    | 1654–1661        | Cháu gái của Bát Nhĩ Tế Cát Đặc Hoàng hậu. |
| Thanh Thế Tổ Thuận Trị Đế              | Hiếu Hiến Đoan Kính Hoàng hậu | Đổng Ngạc thị                              | Truy phong       | Phi tần đầu tiên của triều Thanh được truy phong dù không phải chính thất hay Đế mẫu, và là phi tần nhà Thanh duy nhất được an táng bằng lễ nghi Hoàng hậu dù đương kim Hoàng hậu còn sống.                                                 |
| Thanh Thế Tổ Thuận Trị Đế              | Hiếu Khang Chương Hoàng hậu   | Đông Giai thị                              | Truy phong       | Sinh mẫu của Khang Hi Đế. |
| Thanh Thánh Tổ Khang Hi Đế             | Hiếu Thành Nhân Hoàng hậu     | Hách Xá Lý thị                             | 1665–1674        | Nguyên phối của Khang Hi Đế, sinh mẫu của Phế Thái tử Dận Nhưng. |
| Thanh Thánh Tổ Khang Hi Đế             | Hiếu Chiêu Nhân Hoàng hậu     | Nữu Hỗ Lộc thị                             | 1677–1678        | Hoàng hậu thứ 2 được sách lập sau Nhân Hiếu hoàng hậu, tại vị 9 tháng rồi qua đời. |
| Thanh Thánh Tổ Khang Hi Đế             | Hiếu Ý Nhân Hoàng hậu         | Đông Giai thị                              | 1689 (2 ngày)    | Cháu gái Hiếu Khang Chương Hoàng hậu, dưỡng mẫu của Ung Chính Đế. Bà là Hoàng hậu tại vị ngắn nhất trong lịch sử triều Thanh, chỉ ở ngôi 2 ngày rồi qua đời.                                                                                |
| Thanh Thánh Tổ Khang Hi Đế             | Hiếu Cung Nhân Hoàng hậu      | Ô Nhã Mã Lục                               | Truy phong       | Sinh mẫu của Ung Chính Đế. |
| Thanh Thế Tông Ung Chính Đế            | Hiếu Kính Hiến Hoàng hậu      | Na Lạp thị                                 | 1723–1731        | Nguyên phối và là Hoàng hậu duy nhất của Ung Chính Đế. |
| Thanh Thế Tông Ung Chính Đế            | Hiếu Thánh Hiến Hoàng hậu     | Nữu Hỗ Lộc thị                             | Truy phong       | Sinh mẫu của Càn Long Đế. |
| Thanh Cao Tông Càn Long Đế             | Hiếu Hiền Thuần Hoàng hậu     | Phú Sát thị                                | 1738–1748        | Nguyên phối của Càn Long Đế, sinh mẫu của Đoan Tuệ Thái tử Vĩnh Liễn. |
| Thanh Cao Tông Càn Long Đế             | Cao Tông Kế Hoàng hậu         | Na Lạp thị                                 | 1750–1765        | Bị tước kim sách kim bảo, giam giữ trong cung đến khi qua đời. Không được táng bằng lễ nghi Hoàng hậu cũng như không có thụy hiệu. |
| Thanh Cao Tông Càn Long Đế             | Hiếu Nghi Thuần Hoàng hậu     | Ngụy Giai thị                              | Truy phong       | Sinh mẫu của Gia Khánh Đế. |
| Thanh Nhân Tông Gia Khánh Đế           | Hiếu Thục Duệ Hoàng hậu       | Hỉ Tháp Lạp thị                            | 1796–1797        | Nguyên phối của Gia Khánh Đế, sinh mẫu của Đạo Quang Đế. |
| Thanh Nhân Tông Gia Khánh Đế           | Hiếu Hòa Duệ Hoàng hậu        | Nữu Hỗ Lộc thị                             | 1801–1820        | Dưỡng mẫu của Đạo Quang Đế. |
| Thanh Tuyên Tông Đạo Quang Đế          | Hiếu Mục Thành Hoàng hậu      | Nữu Hỗ Lộc thị                             | Truy phong       | Nguyên phối của Đạo Quang Đế. |
| Thanh Tuyên Tông Đạo Quang Đế          | Hiếu Thận Thành Hoàng hậu     | Đông Giai thị                              | 1822–1833        | Kế thất nhưng là Hoàng hậu đầu tiên của Đạo Quang Đế. |
| Thanh Tuyên Tông Đạo Quang Đế          | Hiếu Toàn Thành Hoàng hậu     | Nữu Hỗ Lộc thị                             | 1833–1840        | Sinh mẫu của Hàm Phong Đế. |
| Thanh Tuyên Tông Đạo Quang Đế          | Hiếu Tĩnh Thành Hoàng hậu     | Bác Nhĩ Tế Cát Đặc thị                     | Truy phong       | Một trong 2 phi tần của triều Thanh được truy phong dù không phải chính thất hay đế mẫu, cũng là một trong 2 phi tần duy nhất của Trung Hoa chưa từng làm Hoàng hậu và chỉ là dưỡng mẫu tân đế nhưng vẫn được tôn Hoàng thái hậu.           |
| Thanh Văn Tông Hàm Phong Đế            | Hiếu Đức Hiển Hoàng hậu       | Tát Khắc Đạt thị                           | Truy phong       | Nguyên phối của Hàm Phong Đế. |
| Thanh Văn Tông Hàm Phong Đế            | Hiếu Trinh Hiển Hoàng hậu     | Nữu Hỗ Lộc thị                             | 1852–1861        | Kế thất, nhưng là Hoàng hậu duy nhất của Hàm Phong Đế. Hoàng thái hậu nhiếp chính dưới thời Đồng Trị Đế và Quang Tự Đế. |
| Thanh Văn Tông Hàm Phong Đế            | Hiếu Khâm Hiển Hoàng hậu      | Diệp Hách Na Lạp thị                       | Truy phong       | Sinh mẫu của Đồng Trị Đế. Hoàng thái hậu nhiếp chính dưới thời Đồng Trị Đế và Quang Tự Đế. |
| Thanh Mục Tông Đồng Trị Đế             | Hiếu Triết Nghị Hoàng hậu     | A Lỗ Đặc thị                               | 1872–1875        | Nguyên phối và là Hoàng hậu duy nhất của Đồng Trị Đế. |
| Thanh Đức Tông Quang Tự Đế             | Hiếu Định Cảnh Hoàng hậu      | Diệp Hách Na Lạp Tĩnh Phân                 | 1889–1908        | Nguyên phối và là Hoàng hậu duy nhất của Quang Tự Đế. Hoàng thái hậu nhiếp chính dưới thời Tuyên Thống Đế. |
| Tuyên Thống Đế                         | Hiếu Khác Mẫn Hoàng hậu       | Quách Bố La Uyển Dung                      | 1924–1946        | Nguyên phối và là Hoàng hậu duy nhất của Phổ Nghi. Về mặt hình thức, bà là vị Hoàng hậu cuối cùng của chế độ phong kiến Trung Hoa, dù thực tế ngôi vị Hoàng hậu của bà chỉ là trên danh nghĩa do Phổ Nghi đã thoái vị vào năm 1912.         |